# Mariana Velho
Mariana Souza Silva Velho (Santos, 21 de abril de 1988) é uma modelo brasileira e vencedora da  primeira temporada do reality show Brazil's Next Top Model.

## Biografia
Nascida em Santos, litoral de São Paulo, Mariana começou os primeiros passos como modelo aos 16 anos. Depois, uma agência internacional a contratou. Com três anos de carreira, já havia "modelado" na China e na Coreia do Sul.
Retornou ao Brasil em 2006, quando voltou a estudar, pois tinha parado o ensino médio para trabalhar.

## No BrNTM
Mariana foi selecionada para participar do casting, que ocorreu no Hotel WTC, em São Paulo. Logo na primeira semana, foi bastante elogiada pelos jurados, sendo a primeira selecionada para o Top 13.
Ao longo da competição, foi possível confirmar a superioridade da modelo. Caso da sessão de fotos subaquáticas. Enquanto as outras garotas se esforçavam para não se afogarem e se manterem belas ao mesmo tempo, a morena surpreendeu e apresentou uma de suas melhores performances.
No episódio final, Mariana (juntamente com todas as participantes do programa) participou de um desfile exibindo as criações marcantes do estilista Alexandre Herchcovitch, jurado do programa. O desfile também contou com a presença da top Marina Dias. Após o desfile, a apresentadora Fernanda Motta anunciou o nome de Mariana Velho como a vencedora do programa.

## Após BrNTM
Como parte de seu prêmio, Mariana foi a estrela da capa e de um editorial de beleza no mês de Janeiro de 2008 na revista Elle.
Ainda em 2008, Mariana desfilou pela primeira vez na passarela da São Paulo Fashion Week, participando do desfile de Samuel Cirnansck. Mariana Velho, foi ainda jurada convidada do "Beleza na Favela", um concurso de beleza promovido pelo programa Hoje em Dia, da Rede Record.

## Controvérsia
O prêmio prometido à vencedora era um contrato de quatro anos no valor de R$ 200 mil com a agência Ford Models no entanto, Mariana se recusou a assiná-lo, uma vez que considerou as clausulas do contrato absurdas.
A modelo declarou em entrevista ao site G1 que desistiu da carreira de modelo temporariamente e que o programa não lhe abriu as portas do mundo da moda que poderia abrir.

## TV
| Ano  | Título                    | Personagem | Nota                               |
| ---- | ------------------------- | ---------- | ---------------------------------- |
| 2007 | Brazil's Next Top Model 1 | Ela Mesma  | Reality Show                       |
| 2008 | Hoje em Dia               | Jurada     | Beleza na Favela - Edição Brasília |